# Tres Valles Varesinos 2022
La 101.ª edición de la clásica ciclista Tres Valles Varesinos fue una carrera en Italia que se celebró el 4 de octubre de 2022 sobre un recorrido de 196,3 kilómetros con inicio en la ciudad de Busto Arsizio y final en la ciudad de Varese.
La carrera formó parte del UCI ProSeries 2022, dentro de la categoría 1.Pro, y fue ganada por el esloveno Tadej Pogačar del UAE Emirates. Completaron el podio, como segundo y tercer clasificado respectivamente, el colombiano Sergio Higuita del Bora-Hansgrohe y el español Alejandro Valverde del Movistar.

## Equipos participantes
Tomaron parte en la carrera 25 equipos: 16 de categoría UCI WorldTeam y 9 de categoría UCI ProTeam. Formaron así un pelotón de 172 ciclistas de los que acabaron 101. Los equipos participantes fueron:
| WorldTeams (14)- AG2R Citroën Team - Astana Qazaqstan Team - Bora-Hansgrohe - EF Education-EasyPost - Groupama-FDJ - Intermarché-Wanty-Gobert Matériaux - Israel-Premier Tech - Jumbo-Visma - Lotto-Soudal - Movistar Team - BikeExchange-Jayco - Team DSM - Trek-Segafredo - UAE Team Emirates ProTeams (6)- Alpecin-Deceuninck - Arkéa-Samsic - Bardiani-CSF-Faizanè - Eolo-Kometa - Equipo Kern Pharma - TotalEnergies |
| |

## Clasificación final
- La clasificación finalizó de la siguiente forma:[4]

| \| Clasificación general \| Clasificación general \| Clasificación general \| Clasificación general \| Clasificación general \| \| Ciclista \| Ciclista \| Equipo \| Tiempo \| \| \| --------------------- \| --------------------- \| ---------------------------------- \| --------------------- \| --------------------- \| \| 1.º \| Tadej Pogačar \| UAE Team Emirates \| 4 h 36 min 59 s \| \| \| 2.º \| Sergio Higuita \| Bora-Hansgrohe \| + 0 s \| \| \| 3.º \| Alejandro Valverde \| Movistar Team \| + 0 s \| \| \| 4.º \| Pierre Latour \| TotalEnergies \| + 0 s \| \| \| 5.º \| Benoît Cosnefroy \| AG2R Citroën Team \| + 0 s \| \| \| 6.º \| Adam Yates \| Ineos Grenadiers \| + 0 s \| \| \| 7.º \| Bauke Mollema \| Trek-Segafredo \| + 0 s \| \| \| 8.º \| Domenico Pozzovivo \| Intermarché-Wanty-Gobert Matériaux \| + 0 s \| \| \| 9.º \| Jesús Herrada \| Cofidis \| + 0 s \| \| \| 10.º \| Rigoberto Urán \| EF Education-EasyPost \| + 0 s \| \| |                    |                                    |                 |
| |                    |                                    |                 |
| Fuente: ProCyclingStats |                    |                                    |                 |
| Clasificación general |                    |                                    |                 |
| Ciclista | Ciclista           | Equipo                             | Tiempo          |
| 1.º | Tadej Pogačar      | UAE Team Emirates                  | 4 h 36 min 59 s |
| 2.º | Sergio Higuita     | Bora-Hansgrohe                     | + 0 s           |
| 3.º | Alejandro Valverde | Movistar Team                      | + 0 s           |
| 4.º | Pierre Latour      | TotalEnergies                      | + 0 s           |
| 5.º | Benoît Cosnefroy   | AG2R Citroën Team                  | + 0 s           |
| 6.º | Adam Yates         | Ineos Grenadiers                   | + 0 s           |
| 7.º | Bauke Mollema      | Trek-Segafredo                     | + 0 s           |
| 8.º | Domenico Pozzovivo | Intermarché-Wanty-Gobert Matériaux | + 0 s           |
| 9.º | Jesús Herrada      | Cofidis                            | + 0 s           |
| 10.º | Rigoberto Urán     | EF Education-EasyPost              | + 0 s           |

## UCI World Ranking
Los Tres Valles Varesinos otorgó puntos para el UCI World Ranking para corredores de los equipos en las categorías UCI WorldTeam, UCI ProTeam y Continental. Las siguientes tablas muestran el baremo de puntuación y los 10 corredores que obtuvieron más puntos:
| Posición              | 1.º | 2.º | 3.º | 4.º | 5.º | 6.º | 7.º | 8.º | 9.º | 10.º | 11.º | 12.º | 13.º | 14.º | 15.º | 16.º-30.º | 31.º-40.º |
| Clasificación general | 200 | 150 | 125 | 100 | 85  | 70  | 60  | 50  | 40  | 35   | 30   | 25   | 20   | 15   | 10   | 5         | 3         |

| Clasificación |                    |                                    |         |
| Posición      | Ciclista           | Equipo                             | General |
| ------------- | ------------------ | ---------------------------------- | ------- |
| 1.º           | Tadej Pogačar      | UAE Emirates                       | 200     |
| 2.º           | Sergio Higuita     | Bora-Hansgrohe                     | 150     |
| 3.º           | Alejandro Valverde | Movistar                           | 125     |
| 4.º           | Pierre Latour      | TotalEnergies                      | 100     |
| 5.º           | Benoît Cosnefroy   | AG2R Citroën                       | 85      |
| 6.º           | Adam Yates         | INEOS Grenadiers                   | 70      |
| 7.º           | Bauke Mollema      | Trek-Segafredo                     | 60      |
| 8.º           | Domenico Pozzovivo | Intermarché-Wanty-Gobert Matériaux | 50      |
| 9.º           | Jesús Herrada      | Cofidis                            | 40      |
| 10.º          | Rigoberto Urán     | EF Education-EasyPost              | 35      |